# Czeglédi István (lelkész)
Czeglédi István, Czeglédi P. István (Perény, 1620. november 19. – Nagyszombat, 1671. június 5.) református lelkész, Czeglédi Pál lelkész édesapja.

## Élete
Czeglédi István református lelkész fia volt. Tanult Nagyváradon és Debrecenben, ahol 1631. június 5-én írták be az anyakönyvbe; Sárospatakon is tanult Tholnai János tanár alatt. Iskoláinak végeztével rektor lett Sátoraljaújhelyen (1642–1644), ahonnan Harthai András pártfogásával németországi és főként németalföldi egyetemek látogatására indult (1644. április 27.). Legtovább Leidenben, az ékesszólásáról híres Friedrich Spanheimnél tanult. Kitűnő jártasságot szerzett a héber és a görög nyelvben és a polemikus teológiában. 1647-ben hazatért. Kassára hívták meg iskolaigazgatónak, ahol Regéczi András mellett is segédkezett. 
Szónoklataival csakhamar magára vonta a közfigyelmet. 1648-ban a tállyai református gyülekezet hívta meg lelkipásztorául. Innen 1651 végén Lorántffy Zsuzsanna fejedelemasszony ajánlatára a beregszászi egyházba vitték, majd 1653 elején a kassai egyház nyerte meg lelkipásztorául. Itt a háborús idők miatt igen sok baja, kellemetlensége volt. Különösen a zsebesi prédikátor által 1670-ben Kassán elkövetett kihágásokért Csáki Ferenc generális őt vonta kérdőre; mivel a tettes nem került elő, Czeglédit 200 aranyforint bírsággal büntette. Bár ezt kifizette, csak rövid ideig tartó nyugalmat nyerhetett: még azon év szeptember 18-án egy német tiszt katonáival lakására rontott és foglyul ejtette, majd a foglyok előtt néhány napig tartott prédikálása után, szeptember 28-án rátörtek, megverték, azután egy magánháznál gabonacsűrbe zárták, ahol 14 napig tartották fogva. Fogságából 10 000 arany lefizetése mellett kiszabadult és 1671 elején májusig szabadon élt saját lakásán, de május 27-én mint a Zrinyi-Nádasdy-féle összeesküvés részesét, megidézték Pozsonyba. Bár súlyos beteg volt, nejével elindult, de a nagyszombati határban június 5-én meghalt. 
Eltemettetésére nem adtak engedélyt, ezért bármilyen halotti szertartás nélkül június 7-én, a Pozsonyba megidézett protestáns főrendek gyászkísérete mellett, az április 30-án lefejezett Bónis Ferenc mellé temették.
Az ellene emelt vádat az 1674. március 5-én összeült rendkívüli törvényszék felújította. A vád szerint a prédikátorok állítólag elhatározták, hogy a magyarországi lázongókhoz és az erdélyi fejedelemhez követeket küldjenek, és a titkos követségi megbízást Czeglédi teljesítette volna Medgyesi Pállal együtt, holott az egyháznak és iskolának kegyes patrónus szerzése és Gorup Ferenc győri nagypréposttal polemizáló művének („Dágon ledőlése") kinyomatásáért járt Kolozsvárt.

## Munkái
- A Megh-Tert Bünösnek a lelki-hartzban valo baivivasarol irt Könyvnek Első Resze, Mely vagyon az idvessegnek fundamentoma, s annak eszközei felől. Kassa, 1659 (Hitbuzgalmi és részben polemikus élű munka. Második része megjelent ugyan 1666 előtt, de a kassai nyomdában elsikkasztották, csak egyetlen példánya maradt meg Cz.-nél. Elfogatásakor hihetően ez is zsákmányul esett, elveszett.)
- Az orszagok romlasarul irot könyvnek Első Resze. Mellyet Szerelmes Hazájának békeségben való maradhatásáért irt. Uo. 1659 (Második része nem jelent meg.)
- Siralmas szarándoki jarasbol, csak nem régen haza érkezet Malach Doctornak; Néhai napkor el-hagyott, s kicsinységében véle egygyütt oskoláztatott, Melach tudos Baráttyával valo Paj-társi Szo Beszede. S.-Patak, 1659 (Ism. gr. Kemény József, Irod. és Tört. Kalászatok 211. Pápai Ifjusági Lap 1888. 2. 3. sz.)
- Egy Katolikus Embernek egy más igaz Evangyéliom tején felneveltetett Kalvinista Emberrel való beszélgetése. H. n., 1659 (Egy példánya sem ismeretes.)
- Ama Ritka példájú, s a Pogányt természet szerént gyűlölő Keresztyének között Dicsőséges emlékezetet érdemlet s érdemelhető II. Rakoci Györgynek… Testének földben tétele felet lött Praedicatio. Kassa, 1661 (C. I. jegyek alatt.)
- A jó emlékezetű; igyenes lelki-isméretü: Néhai Nemzetes Vdvarhelyi György Vramnak;… özvegygyé maradot Szerelmes Házas Társának… Kvn Maria Aszonyomnak… a nagy Vr akarattya szerént való életet… kér C. I. Uo. 1662
- Baratsaghi Dorgalas. Az az: Az igaz Calvinista (mert igy neveztetik ma) vallásbul kicsapont, s hogy már a Sz. Péter Hajójában mezitelen bé-ugrot, egy Pápistává lött Embernek meg-szollitása. Uo. 1663 (Inti a reformátusokat, hogy vallásukat semmi kincsért ne tagadják meg. Az igaz vallás a kálvinistáké. Az 1. 2. és 7. sz. munka A. C. H. K. G. L. T. C. I. betűk alatt jelent meg, az az A Cassai Helvetica Keresztyén Gyülekezet Lelki Tanítója Czeglédi István.)
- Idős Noe becsületit oltalmazo Japhetke (Uo. 1664)
- Egy veres tromfosdit Iádtzó Sandal Barátomnak, játék elvesztéseért valo meg-piricskeltetése (H. n., 1666. Névtelenűl. A munka nincs befejezve, a 448. lapnál megszakad. Kiss Imre vitairata ellen.)
- Redivivus Japhetke. Kassa, 1669 (Névtelenűl. Sámbár Mátyás jezsuita ellen van irva.)
- Enochnak, Istennel valo, minden-nap-i járása. Sárospatak, 1669 (Halotti beszéd Rhédei Ferencz gróf fölött.)
- Az Ur frigy szekrénye előtt. Dagon Le-dülése. Az az, Gorup Ferencz, Györi Nagy Prépost Miserül irt könyvecskéjének, olly megsemmisétése… Kolozsvár, 1670, két rész (A második rész ajánlása alatt a szerző nevének kezdő betűi C. I.)
- Már minden épületivel s-fegyveres Házaival edgyütt, el-készült, Sion Vára… Saróspatak, Kolozsvár, 1675 (Czeglédi István halála után jelent meg Apafi Mihály erdélyi fejedelem költségén. A fejedelem megbízásából Köleséri Sámuel református lelkipásztor rendezte sajtó alá. A mű elején Cz. életrajzát és megjelent munkáinak jegyzékét is közli.)
- A szó, Jakob szava, de a kezek Esav-e… (Kassa, XVII. század. Irva van az Egy vén bial orrára való karika cz. Cz. ellen intézett és h. n. 1664-ben nyomtatott gunyirat szerzője Sámbár Mátyás jésuita ellen. Nagyon valószínű, hogy ezen czáfolat is akkor látott napvilágot.)

Apafi Mihály erdélyi fejedelem Érsekujvár alá menetele 1663-ban Czeglédi Istvántól. Bevezetéssel s jegyzetekkel ellátva közli Szilágyi Sándor (Uj M. Muzeum 1859. I. 49.) és Szilágyi István (Uo. 1860. I. 89.)
Kiadatlan leveleit a gr. Teleki nemzetség maros-vásárhelyi levéltárából közli Koncz József (Prot. Egyh. és Isk. Lap 1888. 26. és köv. sz.)
Jankovich Miklós még két munkáját említi: Bőr Katalin felett tartott halotti oratio. Kassa, 1661. 4-r. és Szabó Dorka Kátai Ferencz hitvese felett halotti beszéd. Uo. 1666., melyeknek címe hiányos, és a munkák sem ismeretesek irodalmunkban.